# 喬智明
喬智明（？—313年），字元達，鮮卑前部人。西晉及漢國官吏及將領。曾任縣令，任內深受當地居民愛戴。

## 生平
喬智明年少時就父母雙亡，悲傷過於禮節，長大後亦以德行著稱。成都王司馬穎後來辟為輔國將軍。建始元年（301年），司馬穎與齊王司馬冏及河間王司馬顒等都起兵討伐篡位的趙王司馬倫，喬智明就被司馬穎表為殄寇將軍、隆慮及共縣二縣縣令。喬智明受到二縣人民愛戴，並號稱喬智明為「神君」。當時同部有個叫張兌的人為父報仇而殺了人，喬智明見他母親年老，且有妻而尚未有子，於是憐憫他，只是收他下獄而不作判刑。一年多後，喬智明更讓其妻入獄，偷偷容許二人在獄中生活。喬智明的行為亦感動了張兌，有人勸張兌越獄逃跑，張兌不忍連累喬智明，寧願繼續在獄中生活。張兌夫婦更在獄中生了一個男嬰。後來，朝廷大赦，張兌亦得以出獄。
永安元年（304年），東海王司馬越等人帶晉惠帝一同討伐時為丞相的司馬穎，司馬穎於是命喬智明為折衝將軍、參丞相前鋒軍事。因當時的討伐部隊有十多萬人，而且來自各地，聲勢浩大；當時喬智明就曾勸司馬穎親迎晉惠帝，但司馬穎不肯放棄抵抗，認為如此是束手就擒而任人宰割處刑，怒而不受。
永嘉五年（311年），漢國軍隊攻陷洛陽並擄走晉懷帝，喬智明亦因而投降漢國，並獲任命為冠軍將軍，司隸校尉。建興元年（313年），劉曜率喬智明等人進攻晉愍帝所在的長安，屢敗晉軍，並逼近長安。但因劉曜輕敵而不作防備，晉將麴允乘夜進襲漢軍，漢軍隊大敗，喬智明亦被殺，劉曜亦被逼退兵。

## 延伸阅读
[在维基数据编辑]
 《晉書·卷090》，出自房玄齡《晉書》